# Batalha de Lutécia
Batalha de Lutécia, conhecida também como Batalha de Agedinco, foi um confronto entre as forças da República Romana, comandadas por Tito Labieno, legado de Júlio César, e as de uma coalizão de tribos gaulesas perto de Lutécia (ou de Agedinco) em 52 a.C., no contexto das Guerras Gálicas.

## Contexto
Depois que Júlio César capturou Avárico, ele dividiu suas forças em duas e enviou quatro legiões, sob o comando de Tito Labieno, para o norte, até as terras dos sênones e parísios. Ao chegar, Labieno estabeleceu seu acampamento em Agedinco e marchou em direção a Lutécia, deixando seu comboio de suprimentos e seus recrutas mais inexperientes em Agedinco. Uma grande força de gauleses, liderada por Camulógeno, estava acampado nas imediações aproveitando os pântanos da região como barreiras naturais ao avanço romano. Ainda assim, Labieno conseguiu flanquear os gauleses atravessando o Sena perto de Meloduno. Quando percebeu a aproximação de Labieno, Camulógeno ordenou que a cidade de Lutécia e suas pontes fossem incendiadas. Sem condições de seguir adiante, Labieno soube que um novo exército, composto pelas tribos dos belóvacos, estava chegando para atacá-lo pelo norte. Sem opções, Labieno abandonou sua campanha e tentou voltar para Agedinco sem cruzar com o exército de Camulógeno.

## Batalha
Labieno tentou enganar os gauleses e enviou uma força até o Sena, aproveitando para, na mesma noite, marchar com suas tropas rio abaixo a partir de Lutécia. Camulógeno respondeu dividindo seu exército em dois, com uma pequena força seguindo a unidade menor romana e o grosso de seu exército seguindo o exército de Labieno. Estas duas forças maiores então acabaram se encontrando e uma batalha começou. Camulógeno atacou a Legio XII, na esquerda romana, onde foi travada uma aguerrida e equilibrada batalha campal. Na direita romana, a Legio VII esmagou os gauleses e se moveu por trás da força de Camulógeno, atacando a sua retaguarda. Preso entre duas forças romanas, o exército gaulês foi aniquilado, com muitas baixas, incluindo o próprio Camulógeno. Depois de derrotar as forças gaulesas, Labieno se reuniu com César e os seguiram para o decisivo Cerco de Alésia.